# Michael Arthursson
Jan Sigurd Michael Arthursson, född 13 maj 1958 i Kungsbacka, är en svensk politiker (centerpartist) och utnämndes den 17 november 2010 till Centerpartiets partisekreterare, ett uppdrag som han hade från den 1 januari 2011 fram till och med februari 2023.
Arthursson blev medlem i Centerns ungdomsförbund 1976 och kom snart att inneha olika uppdrag inom centerrörelsen till och med 1990-talet, bland annat förbundssekreterare i Centerpartiets Ungdomsförbund 1984-1985, ordförande för Centerpartiet i Stockholm 1991- 1998 och centerpartistisk gruppledare i Stockholms kommun 1994-1998.
I kommunvalet 1994 ledde han Centerpartiet till en valframgång från ett till fem mandat i Stockholms stadshus.
 Därefter har han bland annat arbetat som egen företagare, organisationskonsult och varit med och startat tankesmedjan Fores, där han var styrelseordförande fram till mars 2010.
Under valrörelsen inför valet 2010 var Arthursson kampanjledare för Centerpartiets nationella valkampanj. Den 17 november 2010 utnämndes Arthursson till Anders Flankings efterträdare som Centerpartiets partisekreterare.
Arthursson har sina rötter i Kungsbacka i Halland, men bor numera i Hässelby i Stockholm, är sambo med Lovisa Morén och har sex barn.